# Sierra de Almagro
Sierra de Almagro es un sistema montañoso perteneciente a las Cordilleras Béticas, que se encuentra situada en el levante de la provincia de Almería (España), con una altitud máxima de 711 m sobre el nivel del mar (El Cucharón). Se expande principalmente en el término municipal de Cuevas de Almanzora al Sur y de Huércal-Overa al Norte, haciendo de frontera natural entre ambos municipios.
La sierra de Almagro es rica de un pasado histórico que atestigua de la presencia de varias olas de pobladores desde el paleolítico hasta la Edad del Bronce meditéraneo hacia -2000 a.C. aproximadamente y posteriormente por los fenicios, los íberos, romanos… 
El yacimiento arqueológico de Fuente Álamo (Cuevas del Almanzora), entre otros, es el mejor conservado y estudiado de la cultura argárica, representativa de la Edad del Bronce en el sudeste peninsular (1900-1300 a. C.). Estos asentamientos darán origen a un desarrollo importante del comercio del mediterráneo.